# Sjustrålig smörbult
Sjustrålig smörbult (Gobiusculus flavescens), även kallad röbug är en liten fisk i familjen smörbultar som finns i östra Atlanten från Iberiska halvön till norra Norge. Till skillnad från de flesta andra smörbultar är den ingen utpräglad bottenfisk. Fisken är kortlivad, den dör efter leken.

## Utseende
En liten, brunaktig fisk med två ryggfenor, varav den främre har sju strålar. (De flesta andra smörbultar har färre, därav det svenska namnet.) Den har en mörk fläck vid basen av stjärtfenan. Hos hanarna finns även en mera diffus bakom bröstfenan. Båda ryggfenorna har rödaktiga längsstrimmor. Hanen blir blåaktig under lektiden. Största längd är 6 cm, högsta ålder 2 år.

## Vanor
Den sjustråliga smörbulten är till skillnad från de flesta andra smörbultar, som är utpräglade bottenfiskar, en semipelagisk stimfisk, som gärna håller till i tångbeväxta områden. Födan utgörs av mindre kräftdjur, djurplankton som pungräkor och pilmaskar samt småfisk.

### Fortplantning
Fisken blir könsmogen vid 1 till 2 års ålder. Leken sker under vår till sommar. Efter ett parningsspel då hanen lockar honan, lägger hon en millimeter stora, klibbiga och päronformiga ägg på tångväxternas bas. Äggen kläcks efter ungefär 10 dagar. De nykläckta. pelagiska larverna är omkring 2,5 mm långa. Föräldrarna dör efter leken.

## Utbredning
Den sjustråliga smörbulten finns i östra Atlanten från Färöarna och norra Norge till nordvästra Spanien och Portugal.
Den undviker sydöstra Nordsjön, men går in i Skagerack, Kattegatt och Östersjön upp till Åland och Finska viken. Leker i bland annat Sverige och Finland.